# Иосиф (Чернов)
Митрополи́т Ио́сиф (в миру Ива́н Миха́йлович Черно́в; 2 [14] июня 1893, Могилёв, Могилёвская губерния, Российская империя — 4 сентября 1975, Алма-Ата, Казахская ССР, СССР) — епископ Русской православной церкви, с 28 сентября 1960 по 4 сентября 1975 год митрополит Алма-Атинский и Казахстанский.

## Юность
Родился 2 июня 1893 года в Могилёве, в семье военнослужащего сверхсрочной службы, по вероисповеданию принадлежавшего к старообрядческой церкви. Был крещён в полковой церкви, находившейся в юрисдикции Святейшего синода. О своём детстве вспоминал так:

Я — сын роты, сын солдатов. С рук на руки, с рук на руки. Ванюшка да Ванюшка, Ваня да Ваня. И все офицеры меня знали. И командир полка меня знал и подарки мне всегда привозил в роту, когда приезжал посещать таковую.

В 1910 году поступил в Белыничский Богородице-Рождественский монастырь Могилевской епархии. Был келейником наместника монастыря, архимандрита (будущего епископа) Арсения (Смоленца), в 1912 году стал его иподиаконом. В 1912—1917 годах — послушник Тверского Успенского Отроча монастыря.

## Монах
В 1918 году пострижен в монашество епископом Арсением (Смоленцем). С 1919 года — иеродиакон, с 1920 года — иеромонах.
Служил в Никольском храме Таганрога, выступал против обновленческого движения.
В 1924 году возведён в сан игумена.
В 1925 году был арестован, приговорён к двум годам лишения свободы. Находился в заключении в Кол-Ёле (Коми область). Вернулся в Таганрог, с 1927 года — архимандрит, был экономом архиерейского дома.

## Архиерейство

### До войны
27 ноября 1932 года в Ростовском кафедральном соборе был хиротонисан во епископа Таганрогского, викария Ростовской епархии. Чин хиротонии совершали: архиепископы Дмитровский Питирим (Крылов), управляющий делами Священного Синода; Ростовский Николай (Амассийский); епископ Назарий (Андреев) и епископ Барнаульский Александр (Белозер).
С 16 февраля 1933 года управлял Донской и Новочеркасской епархией.
В 1935 году был арестован. Приговорён к пяти годам лишения свободы по обвинению в «антисоветской агитации». Находился в заключении в Ухто-Ижемском лагере Коми АССР. Его соузник по лагерю Борис Филиппов, вспоминал о нём:

Был он несомненно умён — русским умом, открытым, чуть с лукавинкой, был по-хорошему простонародно остроумен и, главное, никогда не унывал. И соприкасающиеся с ним заражались его русским радостным умом сердца.

В декабре 1940 году освобождён и вернулся в Таганрог, затем был выселен в Азов. В тот период принимал участие в деятельности нелегальной общины верующих «Белый дом», тайно служил, совершал священнические хиротонии и монашеские постриги. 

### В оккупации, заключении и ссылке
После того, как в октябре 1941 года Таганрог был оккупирован немецкими войсками, возобновил открытое служение в качестве епископа Таганрогского (с августа 1942). Продолжал поминать на богослужениях митрополита Сергия (Страгородского). На основе архивных материалов, изученных историками в начале XXI века, в СМИ были опубликованы следующие утверждения: «<…> в оккупированном Таганроге немцы решили устроить пропагандистскую акцию и перенести памятник Петру I в центр города. Собрали митинг, на котором выступили различные коллаборационисты <…> Среди них был и митрополит Иосиф, который, помимо того, опубликовал две статьи в коллаборационистском издании, осуждая советские власти за репрессии».
В октябре 1943 года прибыл в Умань, где 6 ноября 1943 года был арестован гестапо по обвинению в том, что «…прислан митрополитом Сергием для работы на оккупированной территории в пользу СССР». Кроме того, подозревался немцами в работе на английскую разведку. Освобождён 12 января 1944 года.
После освобождения Умани частями Красной Армии выехал в Москву для встречи с патриархом Сергием, но по дороге был арестован в Киеве 4 июня 1944 года. Содержался в Москве в Бутырской тюрьме, затем был переведён в Ростов-на-Дону. В феврале 1945 года приговорён к 10 годам лишения свободы. Срок заключения отбывал в Челябинском лагере особого назначения, с 1948 года — в посёлке Спасск в Карагандинском лагере. Работал на строительстве кирпичного завода, был санитаром. 
С 1954 года находился в ссылке в посёлке Ак-Кудук Чкаловского района Кокчетавской области. Несмотря на пожилой возраст, был вынужден работать водовозом. В 1956 году был освобождён из ссылки.

### Служение в Казахстане
С марта 1956 года — настоятель Михаило-Архангельского храма города Кокчетава, затем — почётный настоятель Петропавловского собора в городе Петропавловске.
Летом 1956 года посетил Москву, Троице-Сергиеву лавру, Могилёв («весь город пришёл посмотреть и помолиться»), Ростов-на-Дону, Таганрог.
С 25 ноября 1956 года — епископ Петропавловский, викарий Алма-Атинской епархии.
С 14 марта 1957 года — епископ Петропавловский и Кустанайский.
27 февраля 1958 года возведён в сан архиепископа.
С 28 сентября 1960 года — архиепископ Алма-Атинский и Казахстанский; в этот период Петропавловская епархия была ликвидирована, а её приходы переданы в Алма-Атинскую. Возглавил Алма-Атинскую епархию в трудной ситуации, когда после смерти уважаемого прихожанами митрополита Николая (Могилевского) в ней происходили конфликты. Смог успокоить волнения и заслужить доверие паствы, став достойным преемником владыки Николая. С 25 февраля 1968 — митрополит.

Много молился (как днём, так и ночью, в своей домашней церкви или келье), был талантливым проповедником. По воспоминаниям современников, владыка 

был очень скромный человек, доброй и отзывчивой души. От природы он был одарен поэтичностью и удивительной памятью. Он умел найти общий язык с любым по званию и возрасту собеседником. Владыка непременно обращал внимание на свою речь, подбирал удачные слова и выражения, отчего речь его становилась интересной, яркой, запоминающейся.

После кончины в апреле 1970 года патриарха Алексия I, его имя называлось в качестве кандидата в патриархи, однако он отказался.
Скончался 4 сентября 1975 года. Похоронен на Центральном кладбище Алматы.
Перенесен с центрального кладбища и упокоен в мраморной раке северного придела Софийского собора Иверско-Серафимовского женского монастыря Алматы.

## Реабилитация
Был реабилитирован 14 мая 1992 года решением заместителя прокурора Ростовской области.
Реабилитация была отменена 9 августа 2024 года как незаконная ввиду того, что «его пособничество оккупантам в годы Великой Отечественной войны подтверждено материалами уголовного дела».

## Труды
Акафисты преподобной Пелагии, святителю Павлу исповеднику, великомученику Иакову Персиянину (составлены в Азове в 1942).
Архиепископу Иосифу (Чернову) приписывается знаменитая фраза про Гагарина. Уполномоченный по делам религии Степан Вохменин потребовал от архиепископа отреагировать в проповеди на полёт Гагарина в космос. Владыка Иосиф с этим согласился и в проповеди сказал: «Юрий Гагарин [в космос летал и] Бога не видел… а Бог его видел! И благословил!».

## Публикации
- С заботой о мире [новогоднее послание пастве] // Журнал Московской Патриархии. 1971. — № 2. — С. 46-47.
- Слово в день Рождества Христова // Журнал Московской Патриархии. 1975. — № 12. — С. 39-41.
- Слово в день памяти Святителя и Чудотворца Николая // Журнал Московской Патриархии. 1982. — № 12. — С. 80-82.